# Стояногло, Александр Дмитриевич
Александр Дмитриевич Стояногло (рум. Alexandr Stoianoglo, гаг. Aleksandr Stoyanoglo; род. 3 июня 1967, Комрат, Молдавская ССР, СССР) — молдавский государственный и политический деятель гагаузского происхождения. Прокурор Гагаузии с 1995 по 2001 год. Заместитель Генерального прокурора Республики Молдова с 2001 по 2007 год. Депутат Парламента Республики Молдова VII—VIII созывов в 2009—2010 и 2010—2014 годах от фракции Демократической партии Молдовы. Вице-председатель Парламента Республики Молдова (2009—2010), во время второго срока полномочий — председатель парламентской комиссии по государственной безопасности, обороне и общественному порядку.
Генеральный прокурор Республики Молдова с 29 ноября 2019 по 5 октября 2021 года. Был отстранён от должности решением Высшего совета прокуратуры на основании ордера на арест, выданного прокурором Антикоррупционной прокуратуры Виктором Фуртунэ, и арестован в здании Генеральной прокуратуры Республики Молдова сотрудниками СИБ Республики Молдова. Освобождён от должности Генерального прокурора 26 сентября 2023 года Указом Президента Республики Молдова Майи Санду.
Кандидат на пост президента Республики Молдова на выборах 2024 года от ПСРМ.

## Ранние годы
Родился 3 июня 1967 года в городе Комрат. В 1984—1985 годах учился в комратском СПТУ-54. В 1987—1992 годах изучал право в Молдавском государственном университете.

## Карьера
С 1992 по 1995 год был стажёром, помощником прокурора, окружным прокурором, главным прокурором сектора, прокурором отдела общего надзора, старшим прокурором отдела в прокуратуре Кишинёва. В 1995—2001 годах был прокурором АТО Гагаузия, а в 2001—2007 годах был заместителем генерального прокурора Республики Молдова.
В 2006 году баллотировался самостоятельно на должность башкана (главы) АТО Гагаузия, и в первом туре он набрал 6 025 голосов (10,58 %), что оказалось недостаточно для участия во втором туре.
В 2007—2009 годах работал юристом в частной юридической фирме «Александр Стояногло» и был членом Союза юристов Молдовы.
В 2009—2010 годах был депутатом Парламента Республики Молдова, вице-председателем Парламента.
В 2010—2014 годах занимал второй срок в качестве заместителя, являясь также председателем парламентской комиссии по вопросам государственной безопасности, обороны и общественного порядка.
В 2009—2014 годах был членом и главой Постоянной делегации Парламента Республики Молдова в Парламентской ассамблее СНГ.
В 2011—2014 годах возглавлял Группу дружбы между Парламентом Республики Молдова и Государственной думой Российской Федерации.
По поводу плебисцита в Гагаузии в 2014 году, он сказал, что «уважает решение гагаузского народа», но не признаёт его.
На парламентских выборах 30 ноября 2014 года был исключён из списков Демократической партии Молдовы. В январе 2015 года покинул партию, чтобы самостоятельно баллотироваться на пост башкана Гагаузии.
В 2015 году снова баллотировался самостоятельно на должность башкана АТО Гагаузия и в первом туре набрал 3174 голоса (4,98 %), что вновь не позволило ему выйти во второй тур выборов.

### Генеральный прокурор
28 ноября 2019 года Александр Стояногло выиграл конкурс на должность генерального прокурора. Изначально конкурс был организован правительством Майи Санду, однако, после проведённого министерством юстиции Республики Молдова анализа выставления оценок комиссией, выяснилось что один из членов комиссии выставлял диспропорциональные оценки кандидатам. В начале ноября министр юстиции Олеся Стамате сообщила о подозрениях в объективности комиссии и, назвав конкурс подтасованным, отменила его результаты. Правительство Майи Санду под свою ответственность решило изменить процедуру назначения генпрокурора, однако парламент не поддержал инициативу правительства и проголосовал за вотум недоверия.
29 ноября 2019 года президент Игорь Додон подписал указ о назначении Александра Стояногло на должность Генерального прокурора.

## Скандалы
Первый виток напряжённости вокруг генеральной прокуратуры возник через год, после победы Майи Санду на президентских выборах осенью 2020 года. Сразу после победы, 30 ноября 2020 года, Санду сообщила о намерении провести встречу с генеральным прокурором Александром Стояногло после инаугурации. В этот же день, в ходе пресс-конференции, она заявила:
«К сожалению, по прошествии года я могу мало хорошего сказать о работе генерального прокурора. Я хочу поговорить с ним сразу после инаугурации президента. Как я вижу, не хватает производительности. У нас будет очень серьёзный разговор в Высшем совете безопасности».
26 декабря 2020 года, состоялась встреча между новоизбранным президентом и генеральным прокурором. Санду запросила у Стояногло информацию о расследовании резонансных дел (кража миллиарда, ландромат и др.), и с какими препятствиями сталкиваются прокуроры для их завершения. По завершении встречи, на своей странице в Facebook, президент отметила:
«Люди ждут справедливого разрешения этих дел; граждане требуют, чтобы причастных к коррумпированным схемам наказали, а деньги вернули государству. Люди оправданно хотят видеть реальные результаты работы прокуратуры. Для этого судьи и прокуроры должны быть честными и хорошими профессионалами. Неподкупность судей и прокуроров — гарантия их независимости».
5 января 2021 года, Стояногло выступил с заявлением, где сообщил о давлении на прокуратуру: «Мы обращаем внимание на все более настойчивые и жёсткие попытки некоторых политических игроков подорвать институциональную и индивидуальную независимость прокуроров, доверие общественности к судебной власти». По словам генпрокурора, политики и их сторонники берут на себя роль судей деятельности прокуроров и ежедневно «бросают грязь в прокуратуру», подрывая доверие к принятым ведомством решениям. Генпрокуратура передала своё обращение в Венецианскую комиссию, Международную ассоциацию прокуроров, Консультативный совет европейских прокуроров Совета Европы и иные учреждения.
Выступление Стояногло раскритиковал депутат Парламента от партии «Действие и солидарность» Серджиу Литвиненко, уточнив в чём заключается давление на генпрокуратуру: «сегодня утром я смотрел брифинг из Генпрокуратуры, в котором было много слов, но на самом деле ничего не было сказано. Чьё давление? В чём проявляется это давление?»
Экс-президент Республики Молдова, председатель ПСРМ Игорь Додон в эфире одного из телеканалов прокомментировал давление, оказываемое на Генеральную прокуратуру и её руководителя с целью его отставки, а также напомнил и о предыдущих попытках давление: «Нынешний Президент хочет иметь ручного прокурора. Нам повезло с генпрокурором и его нужно поддерживать. Стояногло не будет поддаваться на политические дела...». В защиту Стояногло выступил бывший прокурор Кишинёва Иван Дьяков: «Нападкам президента Санду на генерального прокурора Александра Стояногло рады олигархи Влад Плахотнюк и Илан Шор. В стране, считающей себя правовой, прокурор не должен быть принуждённым давать отчёты».
В ходе новой встречи между президентом и генпрокурором, прошедшей 15 марта 2021 года, Санду отметила, что администрация президента готова помочь прокуратуре и привлечь иностранные ресурсы для расследования резонансных дел о коррупции и краже миллиарда. По словам президента, профильные европейские структуры могут помочь молдавским правоохранителям вернуть украденные активы. Позднее, в апреле 2021 года, Стояногло был лишён государственной охраны указом президента Санду, ввиду того, что «нет никаких рисков, которые могут поставить под угрозу его безопасность».
После победы партии «Действие и солидарность» на парламентских выборах 2021 года и отъезда скандального олигарха Вячеслава Платона, оправданного ранее по требованию Александра Стояногло по делу об отмывании денег, мошенничестве и коррупции, генпрокурор столкнулся с ещё большей волной критики в свой адрес. Президент страны, Майя Санду, в одном из телеэфиров заявила что не видит результата работы генпрокурора. С ней солидарен председатель парламента Республики Молдова Игорь Гросу, который сравнил достижение генпрокуратуры по отсутствию политически мотивированных дел с ездой водителя, достижением которого является прекращение езды на красный свет. Сам Стояногло не понимает, почему он должен уйти в отставку, а в одном из эфиров беспочвенно поднял свою национальную принадлежность:
19 августа 2021 года Александр Стояногло выступил на брифинге, где обвинил Майю Санду в нарушении принципа разделения властей и во вмешательстве в работу прокуратуры. Генпрокурор сравнил правление Санду с режимом Плахотнюка, и обвинил президента в требовании открытия уголовных дел против представителей оппозиции:
В этот же день Санду отвергла обвинения генпрокурора, назвав их «ложными и безответственными». Президент подчеркнула, что на заседании совета безопасности «не говорили об уголовных делах против оппозиции, как дезинформирует генпрокурор»:

### Уголовное дело
30 сентября 2021 года член Парламента и президент Комиссии по национальной безопасности, обороне и общественному порядку Лилиан Карп подал жалобу в Высший совет прокуратуры, где обвинил Александра Стояногло в нарушении законодательства и попросил назначить прокурора для расследования. 5 октября, в результате голосования, совет назначил прокурора Антикоррупционной прокуратуры Виктора Фуртунэ ответственным за расследование. Фуртунэ открыл дело и выдал ордер на арест Стояногло, из-за чего полномочия генерального прокурора были приостановлены на период уголовного расследования. Он был арестован в тот же день в здании Генеральной прокуратуры Республики Молдова сотрудниками СИБ Республики Молдова.
Всего, в отношении Стояногло, было открыто пять уголовных дел которые были объединены в одно производство. В частности были открыты уголовные дела по обвинению в коррупции и превышении должностных полномочий. В числе прочего, Стояногло обвинялся в том, что в 2012 году он, будучи депутатом парламента, предложил поправку к закону «О борьбе с отмыванием денег», которая в 2014 году помогла отмыть через молдавскую банковскую систему (т. н. Российский ландромат) миллиарды долларов под видом уплаты долгов. Также его обвинили в коррупционных связях с олигархом Вячеславом Платоном, который летом 2021 года сбежал из страны и находится в розыске. По мнению обвинителей, генеральная прокуратура незаконно отменила обвинения против Платона, после чего он был освобождён. Также, по данным следствия, 5 января 2021 года в реестре юридических лиц Украины была зафиксирована передача супруге генпрокурора Цветане Курдовой долей в компаниях Verlok Development и Jet Business Limited INC, которые были зарегистрированы Вячеславам Платоном в 2009 году.
8 октября в столичном суде сектора Чеканы рассматривалось ходатайство Антикоррупционной прокуратуры об аресте на 30 суток отстранённого генпрокурора Александра Стояногло. Виктор Фуртунэ, прокурор Антикоррупционной прокуратуры, инициировавший арест Стояногло, подробнее объяснил причины уголовного дела. По его словам, Александр Стояногло обвиняется в злоупотреблении служебным положением – превышении служебных полномочий, пассивной коррупции, предоставлении лживых заявлений и содействии организованной преступной группе. В этот же день адвокат Стояногло сообщил, что ему препятствуют в беседе наедине со своим подзащитным. Фортунэ объяснил отказ в предоставлении тет-а-тет беседы с адвокатом влиянием Стояногло на систему прокуратуры и возможностью оказать давление на ход следствия. С утра, возле здания суда собрались протестующие, среди которых представители оппозиции, депутаты от Блока коммунистов и социалистов Влад Батрынча, Владимир Односталко и Константин Старыш. Вечером, 8 октября, суд частично утвердил ходатайство прокуратуры и постановил поместить Александра Стояногло под домашний арест на 30 суток. Сам Стояногло, комментируя решение суда, назвал его неправильным, а дело, открытое против него, политическим.
После отстранения Стояногло молдавская оппозиция заявила о «захвате госинститутов» и позвала граждан на протест, чтобы «защитить демократию и законность», попутно обвинив парламент, президента и правительство в необоснованном росте цен и политизации правосудия. На митинге ПСРМ (во главе с Додоном) 10 октября в Кишинёве прозвучали требования отставки правительства, а также проведения досрочных парламентских и президентских выборов.
Позже Стояногло был освобождён из-под стражи при продолжении уголовного разбирательства.
26 сентября 2023 года президент Молдовы Майя Санду подписала приказ об окончательном отстранении Александра Стояногло от должности генерального прокурора.

#### Апелляции и жалоба в Европейский суд по правам человека
В день ареста, 5 октября 2021 года, Стояногло подал заявление в Апелляционную палату Кишинёва, оспаривая решение Высшего совета прокуратуры о назначении Фуртунэ прокурором для расследования его дела, аргументируя свою позицию тем, что это не входит в полномочия совета. 2 ноября палата отказалась рассматривать апелляцию, признав её неприемлемой. Это решение было обжаловано Стояногло в Верхновном суде Молдовы. 29 декабря Верховный суд отклонил жалобу и оставил решение Апелляционной палаты в силе.
19 января 2022 года Александр Стояногло подал жалобу в Европейский суд по правам человека на нарушение государством права на справедливое судебное разбирательство, установленного статьёй 6 Конвенции по правам человека. Согласно его позиции, ему не была предоставлена возможность обжаловать своё отстранение. 24 октября 2023 года суд решил, что право Стояногло на справедливый суд было нарушено, и приказал выплатить ему компенсацию в 3 600 евро.

## Награды
- Юбилейная медаль «МПА СНГ. 20 лет» (11 апреля 2013 года, Межпарламентская ассамблея СНГ) — за вклад в развитие и совершенствование правовых основ функционирования Содружества Независимых Государств, модельного и национального законодательства государств — участников МПА СНГ, а также в укрепление международных связей и межпарламентского сотрудничества[41].
- Медаль «МПА СНГ. 25 лет» (27 марта 2017 года, Межпарламентская ассамблея СНГ) — за заслуги в деле развития и укрепления парламентаризма, за вклад в развитие и совершенствование правовых основ функционирования Содружества Независимых Государств, укрепление международных связей и межпарламентского сотрудничества[42].

## Семья
Женат, супруга Цветана Курдова, имеет двоих детей. Владеет румынским, гагаузским, русским и турецким языками.

### Комментарии
1. ↑  «Ландромат» — крупнейшая операция по отмыванию денег в Восточной Европе. Следствие считает, что в 2013—2014 годах члены международного преступного сообщества под видом легальных операций выводили из России средства в Молдову. После этого деньги списывались по подложным судебным решениям в пользу молдавских компаний, и члены преступного сообщества присваивали средства себе. В общей сложности речь шла о выводе 22 млрд долларов (или около 700 млрд рублей) в 2011-2014 годах[31].